# Conch
Een conch is een piercing door de oorschelp. Deze benaming is afgeleid van het Engels woord voor zeeschelp.
Men kan onderscheid maken tussen de inner conch en outer conch.
- De outer conch wordt gepiercet door de buitenste oorschelp.
- De inner conch wordt door de binnenste oorschelp gepiercet.

De plaatsing van de conch als 'normale piercing' (dat is een piercing met de standaardmaat 1,2 of 1,6 mm) is ietwat ongewoon, aangezien de meesten dan eerder kiezen voor een helix, wat niet als een inner of outer conch wordt beschouwd. Wanneer de conch wordt gezet, is dermal punching gebruikelijker.

## Genezingsproces van een conch piercing
Een conch piercing heeft een gemiddelde genezingsproces van 6 à 9 maanden. Aangezien dit kraakbeen piercing is, zal deze periode bij elke oor piercing ongeveer hetzelfde zijn. De factoren die invloed hebben op het genezingsproces zijn zowel stress als nazorg. Een conch piercing zou geen pijn meer moeten doen na het genezingsproces.